# Антонії
Антонії (лат. Antonius) — одна з найвпливовіших плебейських родин Стародавнього Риму. Своїм родоначальником вони вважали Антона, сина давньогрецького напівбога Геркулеса (Геракла). Жінки роду Антоніїв зазвичай носили ім'я Антонія.
З цієї родини вийшло декілька відомих римських воєначальників та політиків, найвідомішим з яких був Марк Антоній, союзник Юлія Цезаря, життя якого описане Шекспіром у п'єсі «Антоній та Клеопатра». Також Марк Антоній проголосив Закон Антонія (лат. Lex Antonia), який скасовував інститут диктаторства.

## Відомі представники родини Антоніїв
- Тіт Антоній Меренда (Titus Antonius Merenda) — децемвир; приблизні роки життя: 490 — 449 рр. до н. е.
- Квінт Антоній Меренда (Quintus Antonius Merenda) — військовий трибун з консульською владою 422 р. до н. е. Приблизні роки життя: 465 — 422 рр. до н. е.
- Марк Антоній (Marcus Antonius) — начальник кінноти 333 р. до н. е. Приблизні роки життя: 370 — 333 рр. до н. е.
- Квінт Антоній (Quintus Antonius) — легат 190 р. до н. е. Приблизні роки життя: 220 — 190 рр. до н. е.
- Авл Антоній (Aulus Antonius) — легат 168 р. до н. е. Приблизні роки життя: 200 — 168 рр. до н. е.
- Марк Антоній (Marcus Antonius) — народний трибун 167 р. до н. е. Приблизні роки життя: 200 — 167 рр. до н. е.
- Марк Антоній (Marcus Antonius) — можливо, син Марка Антонія, народного трибуна 167 р. до н. е., та батько Марка Антонія Оратора, консула 99 р. до н. е. Приблизні роки життя: 175 — 143 рр. до н. е.
- Марк Антоній Оратор (Marcus Antonius Orator) — консул 99 р. до н. е.; дід Марка Антонія. Роки життя: 143 — 87 рр. до н. е.
- Марк Антоний Кретік (Критський) (Marcus Antonius Creticus) — претор 74 р. до н. е., батько Марка Антонія. Приблизні роки життя: 114 — 71 рр. до н. е.
- Гай Антоній Гібрида (Gaius Antonius Hybrida) — консул 63 р. до н. е.; дядько Марка Антонія. Приблизні роки життя: 110 — 42 рр. до н. е.
- Марк Антоній (Marcus Antonius) — воєначальник і державний діяч, союзник Юлія Цезаря.
- Гай Антоній (Gaius Antonius) — претор 44 р. до н. е.; молодший брат Марка Антонія. Приблизні роки життя: 81-42 рр. до н. е.
- Луцій Антоній Пій (Lucius Antoninus Pius) — консул 41 р. до н. е.; другий молодший брат Марка Антонія. Приблизні роки життя: 80 — 39 рр. до н. е.
- Марк Антоній Антілл (Marcus Antonius Antyllus) — старший син Марка Антонія від Фульвії, помер 30 р. до н. е.
- Юл Антоній (Iullus Antonius) — Консул 10 р. до н. е.; молодший син Марка Антонія від Фульвії, народився 43 р. до н. е., помер 2 р. до н. е.
- Луцій Антоній (Lucius Antonius) — син Юла Антонія. Приблизні роки життя: 16 р. до н. е. — 25 р. н. е.
- Антоній Наталій (Antonius Natalis) — представник вершників, учасник заколоту проти Нерона.
- Марк Антоній Гордіан Семпроніан Африканський (Marcus Antonius Gordianus Sempronianus Romanus Africanus) — давньоримський імператор Гордіан I.
- Марк Антоній Гордіан Семпроніан Африканський (Marcus Antonius Gordianus Sempronianus Romanus Africanus) — давньоримський імператор Гордіан II.
- Марк Антоній Гордіан Пій (Marcus Antonius Gordianus Pius) — давньоримський імператор Гордіан III.

### Жінки з родини Антоніїв
- Юлія Антонія (Julia Antonia) — кузина Юлія Цезаря, мати Марка Антонія, Гая Антонія та Луція Антонія. Роки життя: 104 р. до н. е. — після 39 р. до н. е.
- Антонія (Antonia) — донька Марка Антонія Оратора. Близько 68 року до н. е. її полонили пірати, коли вона їхала з Риму до своєї заміської садиби. Була викуплена за великі гроші. Приблизні роки життя: 105 р. — після 68 р. до н. е.
- Антонія (Antonia) — донька Марка Антонія Критського, претора 74 р. до н. е.; дружина Публія Ватінія, консула 47 р. до н. е. Приблизні роки життя: 78 р. — після 56 р. до н. е.
- Антонія Гібрида Старша (Antonia Hybrida Major) — старша донька Гая Антонія Гібриди, дружина Луція Каніна Галла, народного трибуна 56 р. до н. е. Приблизні роки життя: 75 — 55 рр. до н. е.
- Антонія Гібрида Молодша (Antonia Hybrida Minor) — молодша донька Гая Антонія Гібриди, друга дружина Марка Антонія. Приблизні роки життя: 68 — 45 рр. до н. е.
- Антонія (Antonia) — єдина донька Марка Антонія від Антонії Гібриди Молодшої. Приблизні роки життя: 50 — 29 рр. до н. е.
- Антонія Старша (Antonia Major) — старша донька Марка Антонія та Октавії, дружина Луція Агенобарба. Приблизні роки життя: 39 р. до н. е. — після 1 р. н. е.
- Антонія Молодша (Antonia Minor) — молодша дочка Марка Антонія та Октавії, сестра імператора Октавіана Августа. Мати імператора Клавдія. Приблизні роки життя: 36 р. до н. е. — 37 р. н. е.
- Клавдія Антонія (Claudia Antonia) — донька імператора Клавдія та Елії Петіни. Приблизні роки життя: 28 — 66 рр.)
- Юлла Антонія (Iulla Antonia) — донька Юла Антонія, консула 10 р. до н. е.
- Антонія Трифаена (Antonia Tryphaena) — правнучка Марка Антонія, дружина Котіса VIII, правителя Фракії.
- Антонія Клементіана (Antonia Clementiana) — донька Антонія Фелікса, правителя римської провінції Юдея.
- Антонія Агріппіна (Antonia Agrippina) — можливо, онучка Антонія Фелікса, правителя римської провінції Юдея.
- Антонія Гордіана (Antonia Gordiana) — донька римського імператора Гордіана I, сестра імператора Гордіана II та мати імператора Гордіана III.

1. ↑  (unspecified title) — doi:10.5281/zenodo.12751850